# Amulius
Amulius római mondabeli alak, Numitor fivére, Romulusz és Rémusz nagybátyja. A történetét Livius, majd később Ovidius írta le.

## Mondája
A kegyetlen Amulius letaszította a trónjáról öccsét, Alba Longa uralkodóját, Numitort; annak leányát, Rhea Silviát Vesta-szűznek adta, hogy ne lehessen gyermeke.  Rhea Silviának azonban Mars istentől ikrei születtek: Romulusz és Remusz. Az egyik mítoszváltozat szerint Amulius dühében élve eltemettette Rhea Silviát, egy másik változat szerint pedig tömlöcbe vetette, ahonnan fiai szabadították ki anyjukat, miután megdöntötték Amulius hatalmát. Amulius meg akarta öletni az ikreket, ám a szolga nem vetette őket a Tiberis folyóba, hanem megsajnálta és egy kosárban tette a folyóba őket.